# Acacia oligoneura
Acacia oligoneura é uma espécie de leguminosa do gênero Acacia, pertencente à família Fabaceae.